# Michael Swanwick

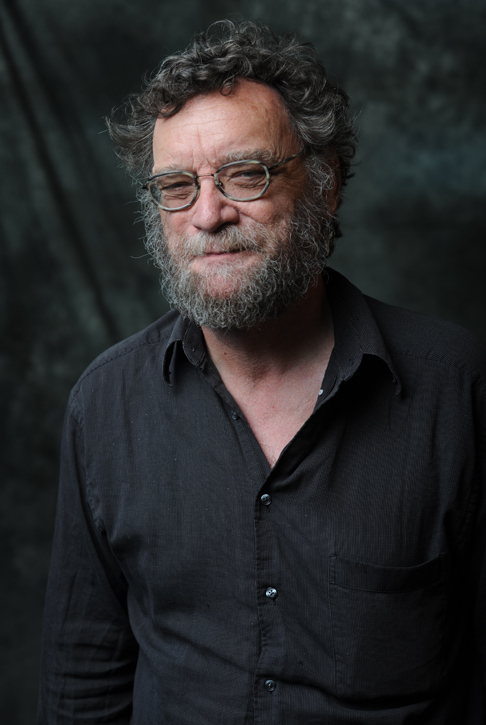
Michael Swanwick în 2009

Michael Swanwick (n. 18 noiembrie 1950) este un autor american de science-fiction.

## Lucrări

### Romane
- In the Drift (1984)
- Vacuum Flowers (1987)
- Stations of the Tide (1991), câștigător al premiului Nebula Award, 1991; nominalizare la premiile Hugo și Campbell, 1992; nominalizare la premiul Clarke, 1993
- The Iron Dragon's Daughter (1993), nominalizare la premiile Clarke, Locus și World Fantasy, 1994
- Jack Faust (1997), nominalizare BSFA , 1997; nominalizare Hugo și Locus Fantasy, 1998
- Bones of the Earth (2002), nominalizare Nebula, 2002; nominalizare Hugo, Locus SF și Campbell, 2003
- The Dragons of Babel (2008), nominalizare Locus Fantasy, 2009
- Dancing With Bears (publicat de Night Shade Books în mai 2011).
- Chasing the Phoenix (2015) - roman Darger and Surplus

### Colecții de povestiri
- Gravity's Angels (1991) Arkham House Publishers
- A Geography of Unknown Lands (1997)
- Moon Dogs (2000)
- Puck Aleshire's Abecedary (2000)
- Tales of Old Earth (2000) Tachyon Publications
- Cigar-Box Faust and Other Miniatures (2003) Tachyon Publications
- Michael Swanwick's Field Guide to the Mesozoic Megafauna (2004) Tachyon Publications
- The Periodic Table of Science Fiction (2005)
- The Dog Said Bow-Wow (2007) Tachyon Publications
- The Best of Michael Swanwick (2008)
- Not So Much, Said the Cat (2016) Tachyon Publications

### Povestiri
- "Ginungagap" (1980)
- "The Transmigration of Philip K." (1985)
  - ro.: Transmigrația lui Philip K., Anticipația CPSF 508, 1994-febr., traducere Mihai-Dan Pavelescu
- "The Gods of Mars" (1985) (cu Gardner Dozois și Jack Dann)
- "Dogfight" (1985) (cu William Gibson)
- "The Edge of the World" (1989) (a câștigat premiul Sturgeon)
- "Griffin's Egg" (1991), nuvelă lungă
- "The Dead" (1996) [10]
- "The Very Pulse of the Machine" (1998) (a câștigat premiul Hugo)
- "Radiant Doors" (1999) (nominalizare premiul Nebula)
- "Ancient Engines" (1999) (nominalizare premiul Nebula)
- "Scherzo with Tyrannosaur" (1999) (a câștigat premiul Hugo )
- "The Dog Said Bow-Wow" (2001) (a câștigat premiul Hugo )
- "Slow Life" (2002) (a câștigat premiul Hugo)
- "'Hello,' Said the Stick" (2002) (Hugo Award nominee)
- "Legions in Time"[11] (2003) (Hugo Award  winner)
- "Tin Marsh" (2006)
- "Urdumheim" (2007)
- "The Little Cat Laughed to See Such Sport" (2008) - a Darger and Surplus tale [12]
- "The Dala Horse" (2011), 3 "Best of" reprints [13]
- "The Mongolian Wizard" (2012), first of a new series[14]

### Eseuri
- The Postmodern Archipelago (1997)
- Being Gardner Dozois (2001)